# اودی (بازی ویدئویی)
OD یا اُوِردوز یک بازی ویدئویی رو به انتشار به سبک ترسناک است که توسط کوجیما پروداکشنز توسعه یافته و به‌وسیلهٔ ایکس‌باکس گیم استودیوز منتشر خواهد شد. بازی دارای سه شخصیت با هنرنمایی بازیگرانی همچون سوفیا لیلیس، هانتر شیفر، و اودو کی‌یر است. هیدئو کوجیما و جوردن پیل نویسندگان این اثر هستند.
این بازی نخستین بار توسط هیدئو کوجیما در جریان مراسم گیم آواردز ۲۰۲۳ رونمایی شد. در تریلر بازی، استودیوی کوجیما پروداکشنز بر روی دو سیستم به نام‌های فریاد اجتماعی و مخفی‌کاری اجتماعی اشاره داشت. کوجیما اظهار داشت که «در حال کار با ایکس‌باکس گیم استودیوز و فناوری بازی‌های ابری آن‌ها برای رویارویی با چالش خلق یک سبک منحصر به فرد، همه جانبه و کاملاً نوپا، یا بهتر است بگوییم شکل جدیدی از رسانه است».